# DUB
DUB (kort voor Digitaal Universiteitsblad, voorheen bekend onder de namen U, U-blad en Ublad) is de redactioneel onafhankelijke nieuws- en opiniesite van de Universiteit Utrecht. DUB heeft een redactiestatuut en een redactieraad die de onafhankelijkheid van het medium waarborgen. De website ging van start op 1 april 2010, en publiceert van maandag tot en met vrijdag (behalve in kerst- en zomervakantie) nieuws, achtergronden, opinies en blogs die te maken hebben met de Universiteit Utrecht, het hoger onderwijs, het wetenschappelijk onderzoek en het studentenleven in de stad Utrecht.

## Geschiedenis
DUB komt voort uit het Ublad – kort voor Universiteitsblad – dat vanaf 1976 een redactioneel onafhankelijke journalistieke uitgave op papier was. Het medium heeft in verschillende vormen en in onder verschillende namen bestaan.

### 1969:Sol Iustitiae,Solaire ReflexenenU utrechtse universitaire reflexen
Op 5 september 1969 werd U utrechtse universitaire reflexen voor het eerst uitgegeven. Dit blad is ontstaan uit de tijdschriften Sol Iustitiae, dat voornamelijk geschreven wordt door en voor studenten, en het tijdschrift voor medewerkers Solaire Reflexen. Het blad U utrechtse universitaire reflexen was gericht op zowel medewerkers als studenten en verscheen op de zomerperiode na wekelijks. Het blad was niet redactioneel onafhankelijk. In 1972 kreeg het blad zijn eerste hoofdredacteur, Willem Kuipers. Kuipers vocht voor een redactioneel onafhankelijke positie van het blad en professionele journalisten. Het blad heet vanaf september 1974 het Utrechts Universiteitsblad.

### 1976: onafhankelijke stichting
Tot 1976 was de redactie van U – en het latere U-blad – onderdeel van de universitaire organisatie. In 1976 werd het blad ondergebracht bij de stichting Universiteitsblad. De stichting heeft een bestuur dat onafhankelijk van de Universiteit Utrecht opereert. De stichting kreeg geld van de universiteit en genereerde inkomsten uit de verkoop van advertenties. De redactie was in dienst van deze stichting. De eerste hoofdredacteur van dit onafhankelijke blad was Bert Kieboom. Bezuinigingen leidden ertoe dat het blad vanaf augustus 1981 niet meer naar alle werknemers en studenten werd thuisgestuurd. De bladen lagen in afhaalbakken in de verschillende panden van de universiteit.

### 1983: U-blad
In 1983 gaat het blad verder onder de naam U-blad. Aanvankelijk is het U-blad een krant op tabloidformaat. In januari 1990 treedt Sander van Walsum aan als hoofdredacteur. Dat blijft hij tot medio april 1996. Op 1 augustus 1996 volgt Leo Mudde hem op. Eind 1997 wordt Mudde opgevolgd door Armand Heijnen.

### 1997: start website
Sinds 1997 werd het papieren U-blad geflankeerd door de website Ublad Online. 

### 1999: stichting opgeheven
Op 1 juli 1999 werd de stichting opgeheven en viel het U-blad als Dienst U-blad rechtstreeks onder het college van bestuur van de Universiteit Utrecht. De onafhankelijk van het medium werd gewaarborgd door een redactieraad en een redactiestatuut. Enkele jaren later werd de redactie ingedeeld onder de directie communicatie & marketing.
In september 2004 kreeg de krant een metamorfose en werd het een magazine. Het U-blad verscheen zo'n veertig keer per jaar met een wekelijkse frequentie. Vanaf januari 2009 nam de frequentie door bezuinigingen af tot zo'n twintig nummers per jaar.

### 2009: laatste papieren uitgave
Het laatste papieren nummer van het U-blad is de kersteditie van december 2009. De inhoud van dit nummer werd bepaald door de lezers. Zij kochten een artikel in het blad waar zij het onderwerp van mochten bepalen. De opbrengst kwam ten goede aan Stichting voor Vluchteling Studenten UAF. Via de website bleef de nieuwsvoorziening op peil tot en met 31 maart 2010.

### 2010: DUB van start
Op 1 april 2010 ging de site onder de nieuwe naam DUB de lucht in. Heijnen trad een paar dagen later af als hoofdredacteur en werd tijdelijk vervangen door Erik Hardeman. In december 2010 volgde Ries Agterberg hem op.